# 🇨🇵
🇨🇵 is een Unicode vlagsequentie-emoji die gebruikt wordt als regionale indicator voor Clipperton. In de meest gebruikelijke weergave oogt deze hetzelfde als de emoji voor de vlag van Frankrijk  (🇫🇷), maar de codering is anders. Op sommige platforms (waaronder Microsoft Windows) ziet men de letters CP.
De vlagsequentie is opgebouwd uit de combinatie van de Regional Indicator Symbols 🇨 (U+1F1E8) en 🇵 (U+1F1F5), tezamen de ISO 3166-1 alpha-2 code CP voor Clipperton vormend.
Deze emoji is in 2010 geïntroduceerd met de Unicode 6.0-standaard.

## Gebruik
Deze emoji wordt gebruikt als regionale aanduiding van Clipperton.

## Codering

### Unicode
In Unicode vindt men de 🇨🇵 met behulp van de codesequentie U+1F1E8 U+1F1F5 (hex).

### Shortcode
Er zijn shortcodes  voor 🇨🇵: in Github kan deze opgeroepen worden met :clipperton island:,  in Slack kan het karakter worden opgeroepen met de code :flag-cp:.